# Herb gminy Janów (powiat sokólski)
Herb gminy Janów – jeden z symboli gminy Janów, autorstwa Tadeusza Gajla.

## Wygląd i symbolika
Herb przedstawia na tarczy w polu złotym z czerwoną podstawą srebrnego wilka, skierowanego w lewo, stojącego przed brązowym drzewem z zielonymi liśćmi. 